# Maidan Shar
Maidan Shar (paixtu میدان ښار - Maidān Šhār; farsi میدان شهر; també Maydan, Meydan, Maidan) és una ciutat de l'Afganistan, capital de la província de Wardak. La seva població era de 35.008 habitants el 2003, dels quals el 85% són paixtus amb minories hazares i tadjiks. Està situada a la part nord-est de la província. El districte ocupa 345 km² i el formen 59 pobles i una subpoblació. La població viu principalment de l'agricultura i ramaderia.